# Desfontaines-Lavallée
Pour les articles homonymes, voir Desfontaines et Lavallée.
François-Georges Fouques Deshayes dit Desfontaines ou Desfontaines-Lavallée, né à Caen en 1733 et mort à Paris le 25 novembre 1825, est un écrivain et auteur dramatique français.

## Biographie
Avant la Révolution, il fut censeur royal, secrétaire et bibliothécaire de Monsieur. Il coopéra à la publication de la Nouvelle Bibliothèque des romans et composa lui-même quelques romans ainsi que de très nombreuses pièces de théâtre. Il fut l’un des fondateurs des dîners du Vaudeville et du Caveau.

## Œuvres
Théâtre
- La Bergère des Alpes, comédie en 1 acte et en vers libres, Paris, Hôtel de Bourgogne, 15 décembre 1765
- L'Aveugle de Palmyre, comédie pastorale en deux actes en vers mêlée d'ariettes, Paris, Hôtel de Bourgogne, 5 mars 1767 Texte en ligne
- La Cinquantaine, pastorale en 3 actes, musique de Laborde, Paris, Théâtre du Palais-Royal, 13 août 1771 Texte en ligne
- Isménor, drame héroïque, en 3 actes, musique de Rodolphe, Château de Versailles, le 17 novembre 1773
- Le Mai, comédie en trois actes, mêlée de vers et de prose, d'ariettes et de vaudevilles et terminée par un ballet, Paris, Hôtel de Bourgogne, 8 mai 1776
- La Chasse, comédie en 3 actes et en prose, mêlée d'ariettes, Paris, Hôtel de Bourgogne, 12 octobre 1778
- L'Amant statue, opéra-comique en vaudevilles en un acte, Paris, Hôtel de Bourgogne, 20 février 1781
- Isabelle hussard, parade en 1 acte et en vaudevilles, Paris, Hôtel de Bourgogne, 31 juillet 1781
- L'Amour et la Folie, opéra-comique en 3 actes, en vaudevilles et en prose, Paris, Hôtel de Bourgogne, 5 mars 1782
- Les Trois inconnues, comédie en trois actes et en vers mêlée d'ariettes, Château de Versailles, 7 février 1783
- Le Réveil de Thalie, comédie en trois actes, Paris, Théâtre-Italien, 6 mai 1783
- Les Amours de Chérubin, comédie en trois actes et en prose, mêlée de musique et de vaudevilles, Paris, Hôtel de Bourgogne, 4 novembre 1784
- L'Amant statue, comédie en un acte et en prose mêlée d’ariettes, remise en musique par Nicolas Dalayrac, Paris, salle Favart, créée le 4 août 1785
- La Dot, comédie en trois actes et en prose mêlée d’ariettes, musique de Nicolas Dalayrac, Paris, salle Favart, créée le 8 novembre 1785 à la Cour à Fontainebleau puis donnée le 21 novembre 1785
- L'Incendie du Havre, fait historique en un acte, prose et vaudevilles, Paris, Hôtel de Bourgogne, 21 février 1786
- La Dot, comédie en huit actes et en prose, Paris, Brunet, 1786, 64 p.
- Fanchette ou l'Heureuse Épreuve, comédie en trois actes et en prose mêlée d’ariettes, musique de Nicolas Dalayrac, Paris, salle Favart, créée le 13 octobre 1788
- Le District de village, ambigu en un acte, Paris, Hôtel de Bourgogne, 15 mars 1790 Texte en ligne
- Vert-Vert, divertissement en un acte, musique de Nicolas Dalayrac, Paris, salle Favart, créé le 11 octobre 1790
- Les Mille et un théâtres, opéra-comique en un acte et en vaudevilles, Paris, Théâtre du Vaudeville, 14 février 1792
- Arlequin afficheur, comédie-parade en 1 acte, en prose mêlée de vaudeville, avec Pierre-Yves Barré et Jean-Baptiste Radet, Paris, Théâtre du Vaudeville, 9 avril 1792
- Le Projet manqué, ou Arlequin taquin, parodie de Lucrèce, en 1 acte, en prose et en vaudevilles, avec Pierre-Yves Barré et Jean-Baptiste Radet, Paris, Théâtre du Vaudeville, 18 mai 1792
- Arlequin Cruello, parodie d'Othello de Jean-François Ducis, en deux actes, et en prose, mêlée de vaudevilles, avec Pierre-Yves Barré et Jean-Baptiste Radet, Paris, Théâtre du Vaudeville, 13 décembre 1792
- La Chaste Suzanne, pièce en deux actes, avec Pierre-Yves Barré et Jean-Baptiste Radet, Paris, Palais de l'Égalité, 5 janvier 1793
- Colombine mannequin, comédie-parade en 1 acte, en prose, mêlée de vaudeville, avec Pierre-Yves Barré et Jean-Baptiste Radet, Paris, Théâtre du Vaudeville, 15 février 1793
- Le Divorce, comédie en un acte et en vaudeville, Paris, Théâtre du Vaudeville le 18 mai 1793 Texte en ligne
- Au retour, fait historique et patriotique en 1 acte et en vaudevilles, avec Jean-Baptiste Radet, Paris, Théâtre du Vaudeville, 4 novembre 1793
- Encore un curé, fait historique et patriotique, en 1 acte et en vaudevilles, avec Jean-Baptiste Radet, Paris, Théâtre du Vaudeville, 20 novembre 1793 Texte en ligne
- La Fête de l'égalité, comédie en 1 acte, avec Jean-Baptiste Radet, Paris, Théâtre du Vaudeville, 25 février 1794 Texte en ligne
- Les Vieux époux, comédie en 1 acte, mêlée de vaudevilles, Paris, Théâtre du Vaudeville, 24 mars 1794
- Les Chouans de Vitré, fait historique en 1 acte, en prose, Paris, Théâtre du Vaudeville, 12 juin 1794
- La Fille soldat, fait historique en 1 acte et vaudevilles, Paris, Théâtre du Vaudeville, 13 décembre 1794
- Abuzar, ou La Famille extravagante, parodie d'Abufar, ou la Famille arabe, en 1 acte et en vaudevilles, avec Pierre-Yves Barré et Jean-Baptiste Radet, Paris, Théâtre du Vaudeville, 15 mai, 1795 Texte en ligne
- Le Mariage de Scarron, comédie en 1 acte et en prose, mêlée de vaudevilles, avec Pierre-Yves Barré et Jean-Baptiste Radet, Paris, Théâtre du Vaudeville, 8 mai 1797
- Le Pari, divertissement en 1 acte, en prose et en vaudevilles, à l'occasion de la paix, avec Pierre-Yves Barré, Jean-Baptiste Radet, Jacques-Marie Deschamps et Jean-Baptiste-Denis Desprès, Paris, Théâtre du Vaudeville, 28 octobre 1797 Texte en ligne
- Jean-Jacques Rousseau dans son ermitage, ou la Vallée de Montmorency, vaudeville en 3 actes, avec Pierre-Yves Barré, Jean-Baptiste Radet et Pierre-Antoine-Augustin de Piis, Paris, Théâtre du Vaudeville, 1er juin 1798
- Hommage du petit Vaudeville au grand Racine, vaudeville en 1 acte, avec Pierre-Yves Barré, Jean-Baptiste Radet, André-François de Coupigny et Pierre-Antoine-Augustin de Piis, Paris, Théâtre du Vaudeville, 21 mai 1798
- Voltaire, ou Une journée de Ferney, comédie en 2 actes, mêlée de vaudevilles, avec Pierre-Yves Barré, Jean-Baptiste Radet, André-François de Coupigny et Pierre-Antoine-Augustin de Piis, Paris, Théâtre du Vaudeville, 19 février 1799
- Monet directeur de l'Opéra-comique, comédie en un acte et en vaudevilles, avec Pierre-Yves Barré et Jean-Baptiste Radet, Paris, Théâtre du Vaudeville, 22 juillet 1799
- La Girouette de Saint-Cloud, impromptu en 1 acte, en prose, mêlé de vaudevilles, avec Pierre-Yves Barré, Jean-Baptiste Radet, Emmanuel Dupaty et Bourgueil, Paris, Théâtre du Vaudeville, 14 novembre 1799
- Cendrillon, ou l'École des mères, comédie en deux actes, Paris, Théâtre du Vaudeville, 1799
- M. Guillaume, ou le Voyageur inconnu, comédie en 1 acte et en prose mêlée de vaudevilles, avec Pierre-Yves Barré, Jean-Baptiste Radet et Bourgueil, Paris, Théâtre du Vaudeville, 1er février 1800
- Gessner, comédie en 2 actes et en prose, mêlée de vaudevilles, avec Pierre-Yves Barré, Jean-Baptiste Radet et Bourgueil, Paris, Théâtre du Vaudeville, 31 mai 1800
- La Récréation du monde, suite de la Création, mélodrame, musique de Joseph Haydn, mêlée de vaudevilles, avec Pierre-Yves Barré et Jean-Baptiste Radet, Paris, Théâtre du Vaudeville, 29 décembre 1800
- Enfin nous y voilà, divertissement en 1 acte, Paris, avec Pierre-Yves Barré et Jean-Baptiste Radet, Théâtre du Vaudeville, 18 février 1801
- La Tragédie au Vaudeville, en 1 acte et en prose, mêlée de couplets, suivi de Après la confession, la pénitence, petit épilogue à l'occasion d'un grand prologue, avec Pierre-Yves Barré et Jean-Baptiste Radet, Théâtre du Vaudeville, 18 mars, 1802
- Cassandre-Agamemnon et Colombine-Cassandre, parodie d'Agamemnon, en 1 acte, en prose, mêlée de vaudevilles, avec Pierre-Yves Barré, Jean-Baptiste Radet et Armand Gouffé, Paris, Théâtre du Vaudeville, 2 décembre 1803
- Chapelain, ou la Ligue des auteurs contre Boileau, comédie-vaudeville en 1 acte et en prose, avec Pierre-Yves Barré et Jean-Baptiste Radet, Paris, Théâtre du Vaudeville, 23 décembre 1803
- La Tapisserie de la reine Mathilde, comédie en 1 acte, en prose, mêlée de vaudevilles, avec Pierre-Yves Barré et Jean-Baptiste Radet, Paris, Théâtre du Vaudeville, 14 janvier 1804
- Duguay-Trouin, prisonnier à Plymouth, fait historique en 2 actes, avec Pierre-Yves Barré, Jean-Baptiste Radet et Saint-Félix, Paris, Théâtre du Vaudeville, 14 avril 1804
- Bertrand Duguesclin et sa sœur, comédie en 2 actes et en prose mêlée de vaudevilles, avec Pierre-Yves Barré et Jean-Baptiste Radet, Paris, Théâtre du Vaudeville, 27 novembre 1804
- Sophie Arnould, comédie en 3 actes et en prose, mêlée de vaudevilles, avec Pierre-Yves Barré et Jean-Baptiste Radet, Paris, Théâtre du Vaudeville, janvier 1805
- Le Vaudeville au camp de Boulogne, prologue impromptu, avec Pierre-Yves Barré et Jean-Baptiste Radet, Boulogne-sur-Mer, 17 août 1805
- Les Écriteaux, ou René Le Sage à la foire Saint-Germain, pièce anecdotique en 2 actes et en prose, mêlée de vaudevilles, avec Pierre-Yves Barré et Jean-Baptiste Radet, Paris, Théâtre du Vaudeville, décembre 1805
- Les Deux n'en font qu'un, comédie en 1 acte et en prose, mêlée de vaudevilles, suivie d'un divertissement à l'occasion de la paix, avec Pierre-Yves Barré et Jean-Baptiste Radet, Paris, Théâtre du Vaudeville, 31 janvier 1806
- Omazette, ou Jozet en Champagne, parodie d'Omasis, ou Joseph en Égypte, vaudeville en 1 acte, avec Pierre-Yves Barré, Jean-Baptiste Radet et, Paris, Théâtre du Vaudeville, 6 octobre 1806
- Le Rêve, ou la Colonne de Rosback, divertissement de circonstance, en prose et en vaudevilles, avec Pierre-Yves Barré et Jean-Baptiste Radet, Paris, Théâtre du Vaudeville, 15 novembre 1806
- Le Château et la Chaumière, ou les Arts et la reconnaissance, comédie en trois actes, Paris, Théâtre du Vaudeville, 22 janvier 1807
- L'Ile de la Mégalantropogénésie, ou les Savants de naissance, vaudeville en 1 acte, avec Pierre-Yves Barré, Jean-Baptiste Radet et Michel Dieulafoy, Paris, Théâtre du Vaudeville, 26 mai 1807
- L'Hôtel de la Paix, rue de la Victoire, à Paris, comédie-vaudeville en 1 acte, avec Pierre-Yves Barré, Jean-Baptiste Radet et Michel Dieulafoy, Paris, Théâtre du Vaudeville, 3 juillet 1807
- Le Voyage de Chambord, ou la Veille de la première représentation du Bourgeois gentilhomme, comédie en 1 acte, mêlée de vaudevilles, avec Henri Dupin, Paris, Théâtre du Vaudeville, 11 juillet 1808
- Le Peintre français en Espagne, ou le Dernier soupir de l'Inquisition, comédie-vaudeville en 1 acte, avec Pierre-Yves Barré et Jean-Baptiste Radet, Théâtre du Vaudeville, 11 mars 1809
- Lantara, ou le Peintre au cabaret, vaudeville en 1 acte, avec Pierre-Yves Barré, Jean-Baptiste Radet et Louis Picard, Paris, Théâtre du Vaudeville, 2 octobre 1809 Texte en ligne
- M. Durelief, ou Petite revue des embellissements de Paris, en prose et en vaudevilles, Paris, avec Pierre-Yves Barré et Jean-Baptiste Radet, Théâtre du Vaudeville, 9 juin 1810
- Les Deux Lions, vaudeville en 1 acte, avec Pierre-Yves Barré, Jean-Baptiste Radet et Louis-Benoît Picard, Paris, Théâtre du Vaudeville, 2 octobre 1810
- La Nouvelle télégraphique, vaudeville en un acte, Paris, avec Pierre-Yves Barré et Jean-Baptiste Radet, Théâtre du Vaudeville, 21 mars 1811
- Les Deux Edmond, comédie en deux actes et en prose, avec Pierre-Yves Barré et Jean-Baptiste Radet, Paris, Théâtre du Vaudeville, 18 avril 1811
- Laujon de retour à l'ancien Caveau, vaudeville en 1 acte, par les convives du Caveau moderne, avec Pierre-Yves Barré et Jean-Baptiste Radet, Paris, Théâtre du Vaudeville, 2 décembre 1811
- Les Amazones et les Scythes, ou Sauter le fossé, comédie en deux actes, avec Pierre-Yves Barré et Jean-Baptiste Radet, Paris, Théâtre du Vaudeville, 19 décembre 1811
- Les Limites, comédie en 1 acte, mêlée de vaudevilles, avec Pierre-Yves Barré et Jean-Baptiste Radet, Paris, Théâtre du Vaudeville, 19 septembre 1812
- Gaspard l'avisé, comédie anecdotique en 1 acte, en prose et en vaudevilles, avec Pierre-Yves Barré et Jean-Baptiste Radet, Paris, Théâtre du Vaudeville, 27 octobre 1812
- Le Billet trouvé, vaudeville en 1 acte, avec Pierre-Yves Barré et Jean-Baptiste Radet, Paris, Théâtre des Variétés, 3 mai 1813
- Un Petit voyage du Vaudeville, divertissement en 1 acte, pour le retour de la paix, avec Pierre-Yves Barré et Jean-Baptiste Radet, Paris, Théâtre du Vaudeville, 5 mai 1814
- Les Trois Saphos lyonnaises, ou Une vour d'amour, comédie-vaudeville en 2 actes, avec Pierre-Yves Barré et Jean-Baptiste Radet, Paris, Théâtre du Vaudeville, 14 janvier 1815

Poésie
- Les Bains de Diane ou le Triomphe de l’Amour, poème, 1770

Varia
- Lettres de Sophie et du chevalier de **, pour servir de supplément aux lettres du marquis de Roselle (par Anne-Louise Élie de Beaumont), 2 vol. 1765
- Histoire universelle des théâtres de toutes les nations, depuis Thespis jusqu'à nos jours, avec Jean-Marie-Louis Coupé, Testu et Le Fuel de Méricourt, 13 vol., 1779-1781
- Les Quatre Saisons littéraires, 2 vol., 1785 Texte en ligne : Le Printemps Texte en ligne : L'Été

## Pour approfondir